# Шевченко, Касьян Никитович
Касьян Никитович Шевченко (19 февраля 1904 года, Доброполье, Александрийский уезд, Херсонская губерния (ныне — в черте села Константиновка, Кировоградская область) — 23 июля 1995 года) — советский учёный в области механики, теории упругости и пластичности. Доктор физико-математических наук, профессор МИФИ.

## Биография
Родился в семье крестьян-бедняков, был двенадцатым ребёнком, с сильным отрывом по возрасту от предыдущих детей.
Начальное образование получил в сельской школе, среднее образование — в «районном центре» городе Александрии, в педагогическом училище («учительской семинарии»).
По внеочередному набору поступил в Днепропетровский университет (в то время — Екатеринославский институт народного просвещения), на физико-математический факультет, не окончив среднего образования.
Окончил физико-математический факультет Днепропетровского университета (1929 ?), учился вместе и был дружен с известным впоследствии математиком Сергеем Михайловичем Никольским (1905—2012).
В 1932 году поехал в Москву, поступил в аспирантуру механико-математического факультета МГУ. Успел поступить туда через рабфак — в следующем году рабфак уже закрыли. Успешно окончил аспирантуру в 1936 году, защитил кандидатскую диссертацию. Был парторгом Института механики.
Получил направление во Владивосток — проректором по учебной работе в местный университет. Заведовал кафедрой механики на физико-математическом факультете, был деканом. После возвращения в Москву в конце 1938 года был принят на работу доцентом на кафедру теоретической механики в Бронетанковой Академии. В марте 1940 года был зачислен старшим научным сотрудником Института механики АН СССР. 19 октября 1941 года организовывал эвакуацию Института механики и Математического института АН СССР в Казань (в вагонах метро по железной дороге). В марте 1942 года в составе научной группы возвратился в Москву.
Защитил докторскую диссертацию (технических наук, 1948). Работал заместителем директора Института механики АН СССР, заведующим лабораторией. В декабре 1947 года по конкурсу прошёл на должность заведующего кафедрой теоретической механики МИФИ, заведовал ею до ликвидации кафедры в 1970-х. Работал профессором МИФИ до последних дней жизни.
Вошёл в Первоначальный состав Национального комитета СССР по теоретической и прикладной механике (1956).
Дочь Сильченко Ольга Касьяновна (род. 1958, Москва), доктор наук, астроном, специалист по физике галактик.

## Основные работы
- К вопросу создания фундаментальной теории робота. М.: МИФИ, 1990[2].
- Основы математических методов в теории обработки металлов давлением. М.: Высшая школа. 1970. 351 с.[3]
- Сборник задач по теоретической механике. М. 1966. 132 с.[4]